# Lynckersches Palais

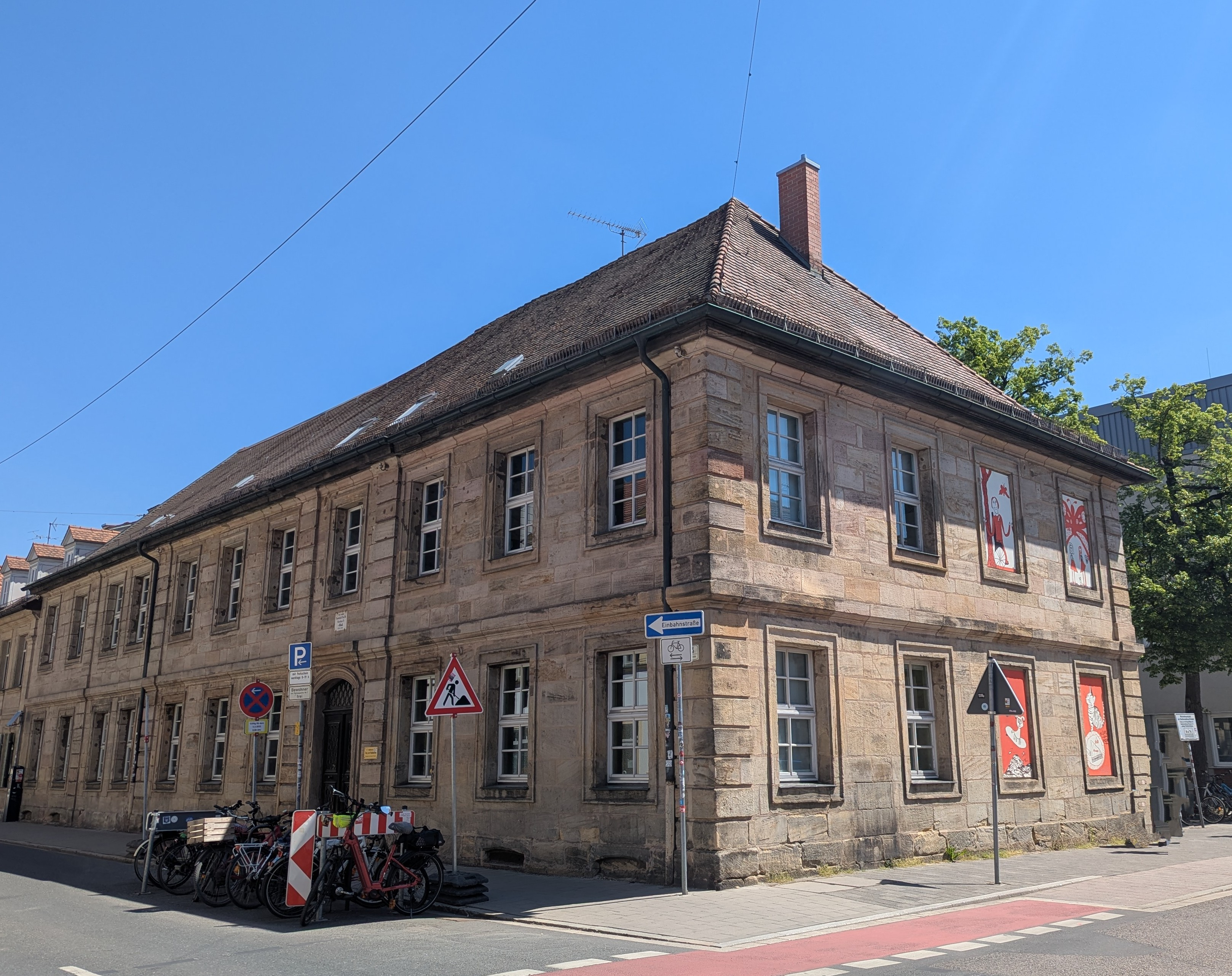
Außenansicht des Lynckerschen Palais, Blick auf die Nord- und Westseite (2025)

Das Lynckersche Palais (manchmal auch Glücksches Haus genannt) ist ein barockes Adelspalais in Erlangen. Das Gebäude mit der Adresse Friedrichstraße 35 wurde 1748 erbaut und beherbergt heute die Sing- und Musikschule Erlangen. Es steht unter Denkmalschutz.

## Beschreibung

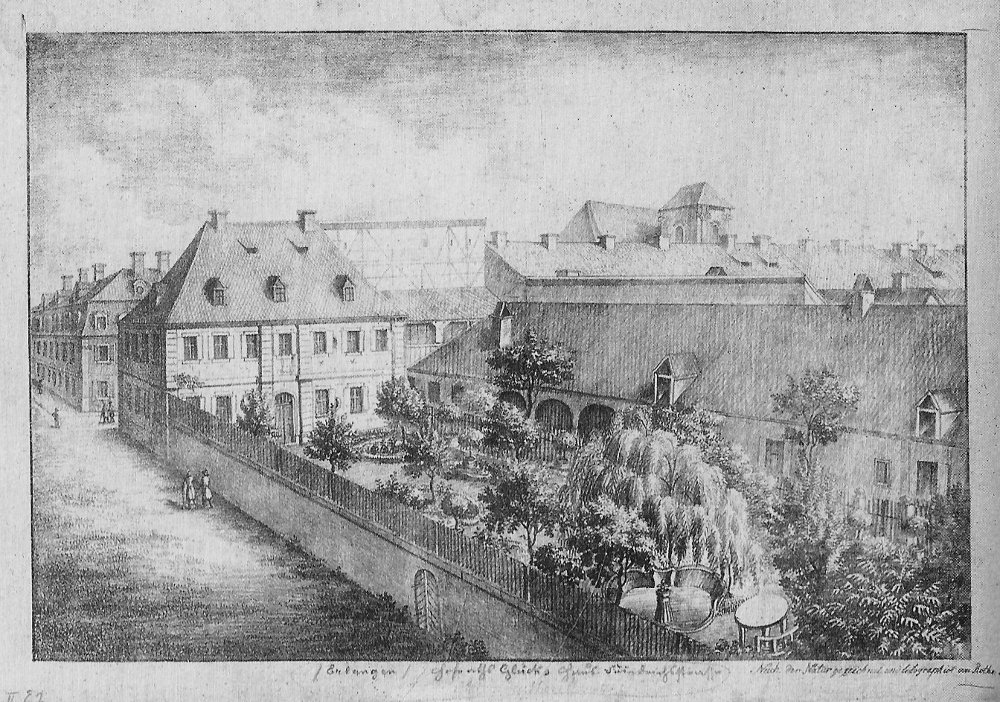
Lynckersches Palais von der Gartenseite aus, entlang der heutigen Fahrstraße (um 1825)

Das zweigeschossige, stattliche Eckhaus liegt an der Südseite der Friedrichstraße, an der sich in der ersten Hälfte des 18. Jahrhunderts mehrere Adelsfamilien ansiedelten. Der Sandsteinquaderbau mit Walmdach von vier zu elf Fensterachsen besitzt eine sparsame architektonische Gliederung: Die beiden Stockwerke werden durch ein Gurtgesims voneinander geschieden, während die Ecken und die Portalachse mit gefugten Lisenen betont werden. Weitere Lisenen befinden sich an der Langseite nach der zweiten und vierten Achse von links. Die beiden stichbogigen Eingangsportale besitzen eine gerade Verdachung sowie eine geohrte Rahmung. Die Fenster weisen eine einfache profilierte Rahmung auf. Im Inneren des Hauses hat sich noch ein Treppengeländer mit gedrehten Balustern erhalten.
Südlich des Gebäudes befand sich ursprünglich ein großer, von einer Sandsteinmauer umfasster Garten. Dieser erstreckte sich entlang der heutigen Fahrstraße bis zur Südlichen Stadtmauerstraße. Später wurde der Garten mit der 1971 eingeweihten Friedrich-Sponsel-Halle überbaut bzw. zu einer Hoffläche mit Parkplätzen umgestaltet.

## Geschichte
Das Palais wurde 1748 errichtet. Der Erbauer lässt sich nicht mehr mit Sicherheit ermitteln, angeblich war es ein Herr von Egloffstein. Um 1750/51 kaufte Wilhelmine Friederike Elisabeth von Lyncker, geborene Freiherrin von Seckendorf, das Anwesen, das seitdem ihren Namen trägt. Lyncker war Witwe des Reichshofrats und markgräflich-ansbachischen Geheimrats Ernst Christian von Lyncker (1685–1750). 1758 veräußerte Wilhelmine von Lyncker das Haus an den markgräflichen Kammerherrn Karl Wilhelm Buirette von Oehlefeld. Im Kaufvertrag werden insbesondere die in drei Zimmern befindlichen Tapeten erwähnt, die aus der bekannten Erlanger Tapetenweberei de Chazeaux stammten. Sie haben sich nicht bis in die heutige Zeit erhalten. Die Buirette von Oehlefelds versteigerten das Palais im Jahr 1804.

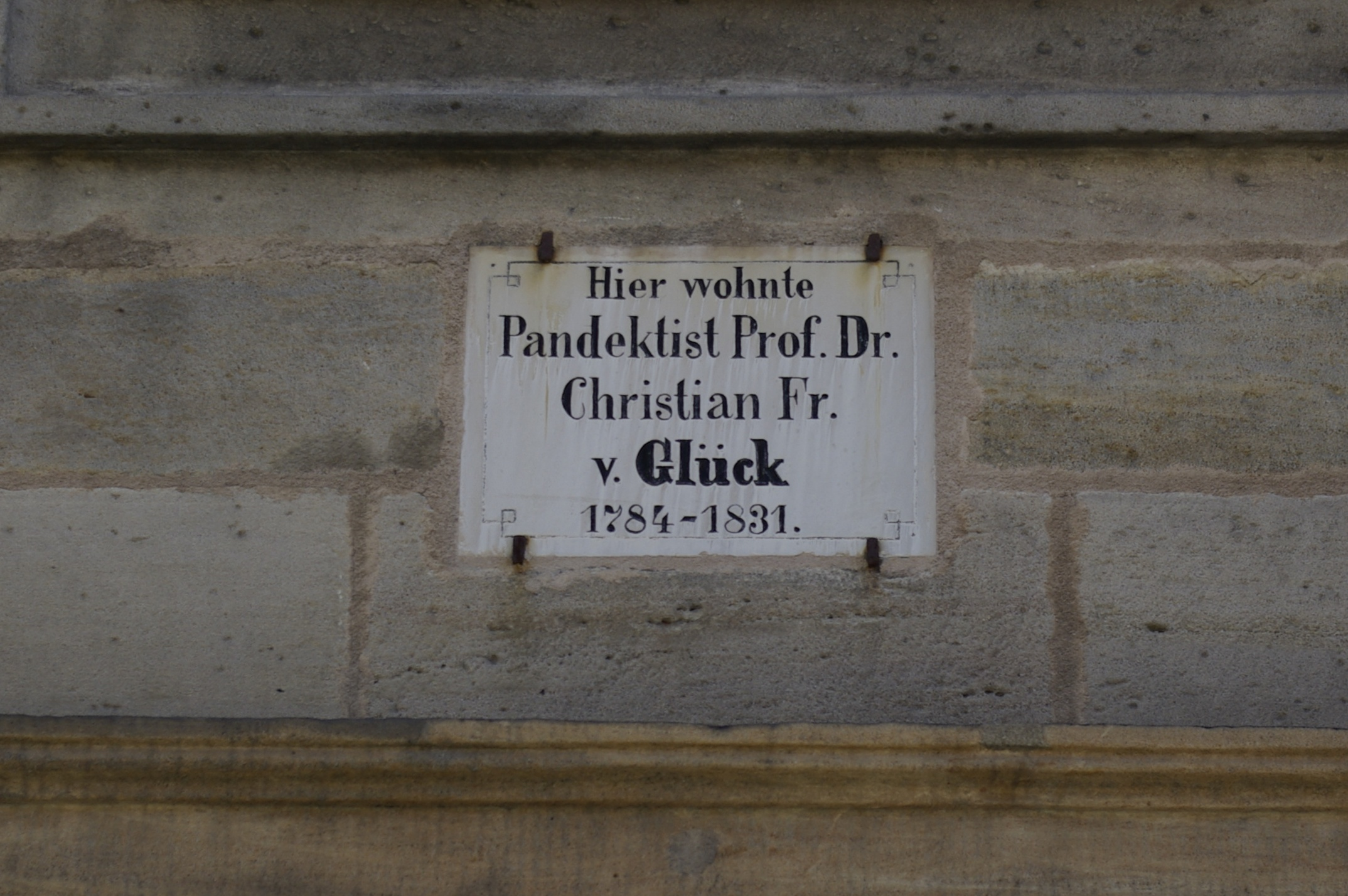
Gedenktafel für Christian Friedrich von Glück

Neuer Besitzer wurde der Konditor Johann Christoph Knab, der es jedoch bereits nach einem Jahr an Christian Friedrich von Glück weiterverkaufte. Glück war Professor für Rechtswissenschaft an der Universität Erlangen und wurde später Ehrenbürger. An ihm erinnert heute eine am Haus angebrachte Gedenktafel.
Nach Glücks Tod erwarb die Stadt Erlangen im Jahr 1868 das Anwesen von seinen Erben, um das Gebäude für die Unterbringung eines Teils des 6. Königlich Bayerisches Jägerbataillons zu nutzen. Das Palais diente daraufhin bis zum Bau der sogenannten Alten Kaserne an der Bismarckstraße 1877 der Garnison. Danach beherbergte es die Vömelsche Privattöchterinstitut, aus der 1887 die städtische höhere Töchterschule (heute Marie-Therese-Gymnasium) hervorging.
Nachdem 1909 ein Schulhausneubau an der Schillerstraße bezogen werden konnte, diente das Lynckersche Palais unter anderem als Geschäftsstelle des Vereins Frauenwohl, für Unterrichtszwecke der Volksschule und bis 1926 als Sitz der Allgemeinen Ortskrankenkasse. Außerdem befand sich hier ein Mädchenhort für die außerschulische Betreuung von ansonsten unbeaufsichtigten Volksschulmädchen aus den Arbeiterschichten. 1923 zogen einige Klassen der Realschule in das Gebäude ein, die bis 1954 hier blieben, obwohl das Lynckersche Palais nicht für schulische Zwecke geeignet war. Ab 1955 beherbergte das Haus Abteilungen der Siemens-Schuckertwerke, bis ab 1962 städtische Dienststellen wie das Straßenverkehrs- und Wohnungsamt sowie die Verwaltung der gemeinnützigen Wohnungsbaugesellschaft (GEWOBAU) das Anwesen nutzten.
1983 überließ die Stadt das Gebäude der Jugendmusikstätte Frankenhof, die 1995 mit der städtischen Sing- und Musikschule vereinigt wurde. Letztere hat noch heute hier ihrem Sitz.